# 199 î.Hr.

## Nașteri
- 28 septembrie: Chang Ch'ien  (d. 114 î.Hr.)